# Chuck Schuldiner
(Arthur von Nagel, Cormorant)
Charles Michael Schuldiner, conosciuto semplicemente come Chuck Schuldiner (Glen Cove, 13 maggio 1967 – Altamonte Springs, 13 dicembre 2001), è stato un chitarrista, cantante e compositore statunitense, noto per essere stato il fondatore e unico membro fisso dei Death, gruppo death metal formatosi nel 1983.
Nel 1998, scioltisi i Death, fondò i Control Denied, progetto per il quale compose e suonò fino alla prematura morte; suonò anche nei Voodoocult, un gruppo thrash metal tedesco, insieme a Dave Lombardo e Mille Petrozza.
Pioniere del death metal, è stato uno dei più influenti chitarristi nella storia del metal: i Death furono infatti uno dei primi gruppi ad implementare nelle loro composizione strutture jazz e progressive e Schuldiner è stato spesso definito "Il padrino del death metal".
È stato inserito alla ventesima posizione nella classifica della rivista Guitar World dei cento migliori chitarristi metal di sempre e alla decima nel libro I 100 più grandi chitarristi metal di Joel McIver.

## Biografia

### Gli inizi (1967-1982)
Schuldiner nacque il 13 maggio 1967 a Long Island da Malcolm Schuldiner, insegnante statunitense di origini ebraiche e Jane Schuldiner, ex maestra sudamericana convertita all'ebraismo. Chuck era il più giovane di tre fratelli: aveva infatti un fratello maggiore, Frank, e una sorella di poco più grande, Bethann.
Dopo il trasferimento della famiglia ad Altamonte Springs, un sobborgo di Orlando, nel 1974 Frank, coinvolto in un tragico incidente stradale, morì all'età di soli sedici anni: Chuck, che al tempo ne aveva solo nove, venne profondamente segnato dalla morte del fratello e i genitori decisero di regalargli una chitarra classica e farlo partecipare a lezioni private per permettergli di distrarsi dalla tragedia. Rifiutando di essere guidato costantemente nello studio dello strumento, Chuck decise di abbandonare le lezioni per imparare a suonare autonomamente e in breve tempo passò alla chitarra elettrica, che a suo parere più gli si addiceva. I primi riff tentati dal musicista furono alcuni passaggi dell'album Heavy Metal Maniac degli Exciter ma, visti gli scarsi risultati, cominciò dopo breve tempo a scriverne di propri dando inizio alla sua carriera di compositore. Schuldiner iniziò così a trascorrere i weekend nella sua stanza o nel suo garage suonando o componendo brani per chitarra; riuscì poi a ritagliarsi degli spazi di circa tre ore per esercitarsi con lo strumento anche durante gli altri giorni della settimana e, grazie anche a questo metodico studio, si esibì per la prima volta in pubblico a soli dieci anni.
Lasciata presto la scuola (scelta della quale in seguito si dichiarò pentito) Chuck, che oltre che di musica classica e jazz si era appassionato sempre più ad artisti come Iron Maiden, Judas Priest, Hellhammer e Mercyful Fate, decise di diventare a tempo pieno un chitarrista heavy metal; fin dagli esordi il suo rapporto con la musica fu fortemente influenzato dall'ancora vivo dolore per la morte del fratello, che lo portò verso il death metal al punto da rendere la morte non solo il tema centrale della sua musica ma persino il nome del suo gruppo. Schuldiner scriverà anche una traccia, Open Casket, inserita nell'album Leprosy, nella quale parlerà dei difficili momenti legati alla morte del fratello.

### Death (1983-1993)
Ormai dedicatosi a tempo pieno alla musica, Schuldiner fondò nel 1983 il suo primo gruppo, i Mantas, insieme al batterista Barney "Kam" Lee e al chitarrista Rick Rozz: con questa formazione cominciò a comporre i primi brani, tracce che verranno poi pubblicate nel 1984 su un nastro intitolato Death by Metal e registrato nel garage dell'abitazione della madre del chitarrista con una radio Panasonic. Dopo poche esibizioni dal vivo, Schuldiner decise di sciogliere i Mantas e cambiare il nome del suo progetto musicale in Death. I brani fino ad allora composti erano ancora molto grezzi e semplici, completamente privi di parti tecniche; allo stesso modo le pubblicazioni delle demo erano di basso livello, registrate con strumenti a basso costo e di scarsa qualità. Parlando di questi primi anni Schuldiner raccontò:
(Chuck Schuldiner)

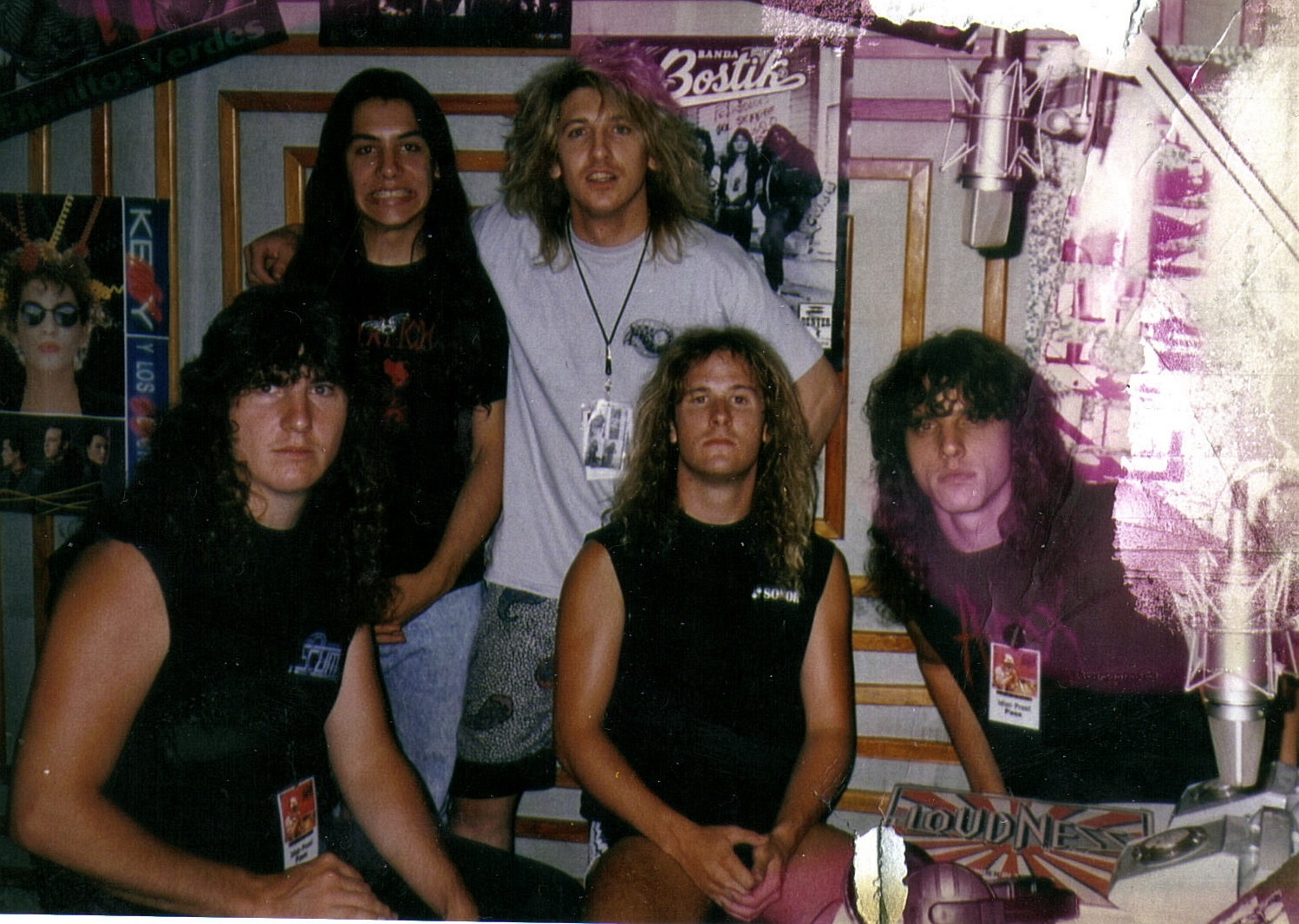
Chuck Schuldiner (ultimo a destra) e i Death, 1989.

Ben presto la neonata band ricominciò ad esibirsi e a comporre brani, poi pubblicati in varie pubblicazioni promozionali tra le quali cinque demo. Nel 1985 il gruppo si sciolse nuovamente a causa di problemi di stabilità e nel gennaio 1986 Schuldiner accettò un invito da parte della band canadese Slaughter per suonare in un loro album. L'esperienza durò solo due settimane, quando Chuck decise di lasciare la band per ritornare a vivere in America e dedicarsi nuovamente al progetto Death.
Inserito nel gruppo il batterista Chris Reifert e il chitarrista John Hand, Chuck, allora ventenne, entrò per la prima volta in uno studio di registrazione nel 1987 per registrare il primo album dei Death, Scream Bloody Gore. Il disco, tutt'oggi considerato tra i prodotti più influenti per la nascita del death metal, ricevette ampi consensi per numero di vendite e giudizi della critica e assicurò al gruppo un tour negli Stati Uniti. Nel 1988 si fece affiancare dal chitarrista Rick Rozz, dal bassista Terry Butler e dal batterista Bill Andrews e iniziò a comporre nuove tracce che gli permisero in breve tempo di tornare in studio di registrazione per pubblicare un nuovo album, Leprosy: anche questo lavoro ricevette consensi positivi e assicurò alla band il suo primo tour europeo, che permise a Schuldiner di entrare in contatto con nuovi artisti e di subire nuove influenze musicali.
Il 1990 fu l'anno di svolta nella carriera del gruppo: uscito Rick Rozz e ingaggiato James Murphy, i Death subirono una ventata di influenze derivanti da blues e jazz. Schuldiner compose in breve tempo nuovi brani e nello stesso anno fu pubblicato un nuovo album, Spiritual Healing, abbandonando le tematiche gore dei testi precedenti in favore di argomenti di critica sociale, iniziando un'evoluzione che portò all'aumento dello spessore artistico del gruppo; non contento dell'organizzazione del tour di Spiritual Healing e ritenendosi in condizioni fisiche e mentali inadatte Chuck decise di cancellare tutte le date ma gli altri membri prenderanno la band in mano trovando anche un nuovo cantante. Dopo una breve battaglia legale Chuck riprese le redini del gruppo e sostituì immediatamente i vecchi componenti con il chitarrista Paul Masvidal, il bassista Steve DiGiorgio e il batterista Sean Reinert. La diffamazione degli ex membri e non solo sul frontman dei Death, che venne definito da alcuni un tiranno e da altri una persona instabile, costringerà Schuldiner a rispondere in numerose interviste di smentita; in seguito a questi avvenimenti nel successivo album Human, ancor più progressivo e sperimentale, Chuck inserì una breve frase nei ringraziamenti che diventerà ricorrente: "Support music, not rumors" ("Supportate la musica, non le chiacchiere").

### Ultimi album e i Control Denied (1994-1998)
Dopo una breve permanenza con i Voodoocult, con cui pubblicò Jesus Killing Machine, Schuldiner tornò nei Death e, reingaggiato Steve DiGiorgio e assunti Andy LaRocque alla chitarra e Gene Hoglan alla batteria, pubblicò un nuovo album, Individual Thought Patterns, che vide una nuova evoluzione musicale verso il progressive metal. L'anno seguente, ingaggiati rispettivamente come chitarrista e bassista Bobby Koelbe e Kelly Conlon, Chuck firmò per la Roadrunner Records e con questa etichetta pubblicò l'album Symbolic.
In seguito a questa pubblicazione, i Death si presero un periodo di pausa e Schuldiner iniziò a lavorare su un suo nuovo progetto dotato di sonorità più heavy e classiche nel quale potesse dedicarsi a sonorità più melodiche e concentrarsi unicamente sulle parti di chitarra, i Control Denied. Per questa nuova band Chuck reclutò inizialmente il batterista Chris Williams, il chitarrista Shannon Hamm e Scott Clendenin; Williams abbandonò però il gruppo dopo pochi mesi e venne sostituito da Richard Christy, con cui i Control Denied registrarono un demo. Nel 1998 Schuldiner tornò con i Death e firmò un contratto con la Nuclear Blast, che fu l'unica etichetta disposta a pubblicare l'album del suo progetto collaterale ma solo a patto che pubblicasse un ulteriore album con i Death: nello stesso anno uscì The Sound of Perseverance, l'ultimo lavoro targato Death, a cui seguì un tour europeo di grande successo. Terminato il tour, Schuldiner poté dedicarsi a pieno ai Control Denied e con il cantante Tim Aymar, i compagni nei Death Shannon Hamm e Richard Cristy e un ritrovato Steve DiGiorgio, finì di registrare l'album The Fragile Art of Existence, che venne pubblicato nel novembre 1998.

### La lotta contro il cancro (1999-2001)
Nel maggio del 1999 Chuck iniziò a sentire forti dolori alla parte superiore del collo: inizialmente pensò fosse un semplice problema dovuto ai nervi ma decise comunque di farsi visitare da un medico, il quale gli consigliò immediatamente di sottoporsi a un esame MRI. La visita diede esito positivo e, nel giorno del suo trentaduesimo compleanno, gli fu diagnosticato un glioma pontino, una neoplasia che colpisce il tronco encefalico e che probabilmente si era portato dietro per anni in quanto solitamente compare in età giovanile. Ciò costrinse il musicista ad un'immediata radioterapia e a diverse sedute con un omeopata.
Nell'ottobre 1999 la famiglia Schuldiner annunciò che il tumore aveva risposto alla terapia e che Chuck era sulla via della guarigione; nel gennaio 2000 fu operato con successo nel tentativo di rimuovere il tumore residuo e Schuldiner ritornò a lavorare sulla sua musica e per i Control Denied, componendo una decina di nuovi brani da pubblicare nel nuovo disco del gruppo che avrebbe voluto intitolare When Man and Machine Collied. Dopo un anno dalla prima diagnosi, nel maggio 2000 la neoplasia recidivò e Schuldiner si ammalò nuovamente in modo serio: per le prime settimane il musicista non poté svolgere le cure del caso a causa di problemi finanziari, risolti però in poco tempo grazie a molti aiuti, giunti anche da parte di numerosi e celebri colleghi con l'organizzazione di molte attività, concerti e festival come il Thrash of the Titans, in modo da raccogliere fondi per aiutare Schuldiner e la sua famiglia nelle pesanti spese che, se non sostenute, lo avrebbero condannato ad una morte certa. Tra i tanti parteciparono anche Kid Rock, Marilyn Manson, Pantera e Korn.
Schuldiner iniziò a svolgere la chemioterapia a base di vincristina, con spese sempre più vertiginose ad aggravare la già fragile situazione economica della famiglia, in vista di una seconda rischiosissima operazione laser per tentare di debellare la malattia. Dopo un iniziale giovamento, il pesante trattamento cominciò a indebolirlo fisicamente e a due anni e mezzo dalla diagnosi ed ormai allo stremo delle forze, alle 16 del 13 dicembre 2001 (un'ora dopo essere stato dimesso dall'ospedale) morì nella sua casa, accanto ai suoi cari, a causa di una grave polmonite. Il suo corpo fu cremato e le sue ceneri affidate ai familiari.

### L'eredità e il casoZero Tolerance
Il decesso di Schuldiner scioccò l'intero mondo metal e coloro che durante la malattia gli erano stati vicini e ne avevano finanziato le costose cure. La madre di Charles, Jane Schuldiner, ottenne l'eredità del figlio e si incaricò di mantenere contatti con i suoi fan, affermando più volte il suo gradimento verso la musica prodotta dal figlio. La sorella di Charles, Beth, ottenne in eredità i diritti sui suoi brani.
Dopo la morte di Schuldiner sono nate in sua memoria varie associazioni a scopo benefico a lui dedicate. Alcuni suoi colleghi hanno anche organizzato concerti in suo tributo. Chuck Billy dei Testament, sentendosi particolarmente vicino alla famiglia Schuldiner essendo anch'egli stato operato per un tumore, organizzò nel 2002 una seconda edizione del festival "Thrash for The Titans" in ricordo del chitarrista.
Dopo la scomparsa di Chuck iniziò un contenzioso tra Guido Heijnens della Hammerheart Records (oggi Karmageddon Media), casa produttrice proprietaria dei diritti dei Control Denied, e la famiglia Schuldiner. Heijnens infatti avrebbe voluto pubblicare due dischi inediti di Schuldiner senza chiedere il consenso dei familiari, che invece avrebbero voluto pubblicare queste nuove tracce in un nuovo album completo dei Control Denied, dicendo di farlo per realizzare una delle ultime volontà espresse dal chitarrista prima del decesso.
Dopo un lungo processo tra le due parti, Guido Heijnens riuscì a ottenere il permesso per la pubblicazione degli album, vincendo di fatto tutti i diritti della famiglia del defunto chitarrista. In seguito a questa vittoria pubblicò la seguente dichiarazione:
(Guido Heijnens, 24 novembre 2003)
Vedendo perciò prossima la pubblicazione del primo dei due album, Jane Schuldiner pubblicò sul sito ufficiale dei Control Denied una dichiarazione indirizzata ai fan del figlio dicendo:
(Jane Schuldiner, 25 novembre 2003)
Su questo fatto si espresse anche Steve DiGiorgio. rilasciando la seguente dichiarazione:
I due dischi furono pubblicati entrambi nel 2004 con i titoli, rispettivamente, di Zero Tolerance e Zero Tolerance II, contenenti tracce inedite dei Control Denied e vecchi demo e live. Successivamente, come annunciato nel dicembre 2010 dal cantante Tim Aymar, un secondo album di inediti dal nome When Man and Machine Collide, contenente le ultime tracce composte da Schuldiner che avrebbe voluto includere in un futuro disco dei Control Denied venne annunciato. La pubblicazione, inizialmente prevista per il 2011 (in commemorazione del decimo anniversario dalla sua morte) slittò sino ad essere del tutto annullata, a causa dell'impossibilità di mandare avanti il progetto.

## Rapporto con la stampa
Schuldiner non fece molte apparizioni "soliste" su riviste per chitarristi e fu da esse spesso poco considerato nonostante la sua influenza sul genere e i suoi successi musicali. Raramente fu anche incluso in classifiche e in questi casi non occupò mai posizioni di vertice.
Invece i Death ottennero spesso pagine di elogi sui giornali di settore e in questo caso, come leader del gruppo, il chitarrista ottenne le meritate attenzioni, ottenendo la possibilità di rilasciare molte interviste. L'ultima dichiarazione pubblica di Schuldiner risale al febbraio 2000 e fu tenuta da Paul Gargano della rivista Metal Edge.
Successivamente alla sua scomparsa, le maggiori riviste del settore dedicarono lunghi articoli in tributo alla carriera musicale e alla personalità eclettica di Chuck. Nel 2010 Guitar World ha dedicato un suo numero agli artisti scomparsi, lasciando ampio spazio alla memoria di Chuck Schuldiner.

## Musica

### Influenze musicali
(Chuck Schuldiner)

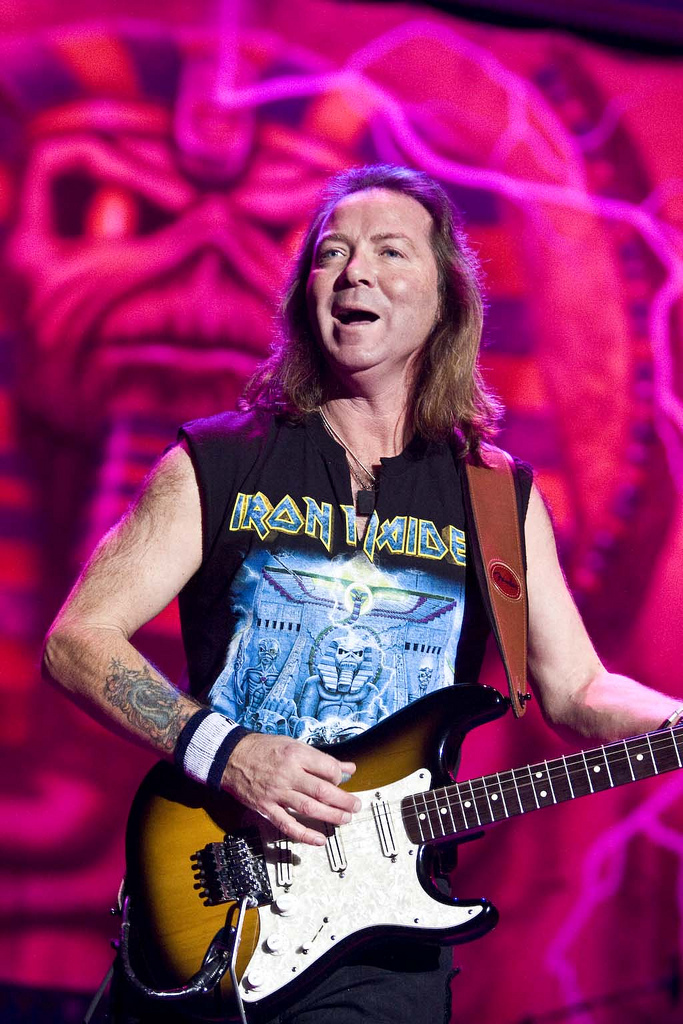
Dave Murray, chitarrista che influenzò molto lo stile di Chuck.

Schuldiner si accostò fin da giovane al sound prodotto dagli Iron Maiden, dai Kiss, da Hellhammer e dai Judas Priest e seguì inoltre con grande attenzione il movimento metal denominato NWOBHM, appassionandosi ai vari gruppi aderenti a questo stile. In un'intervista del 1993 dichiara che «Eddie van Halen, Dave Murray e Adrian Smith sono i miei idoli».
Più maturo, Schuldiner si appassionò anche a gruppi più vicini al thrash metal come gli Slayer, i Possessed e i Metallica e ne applicò le influenze derivanti nei suoi gruppi. Fu così che nel suo modo di suonare iniziarono a farsi sentire sonorità potenti e complesse simili a quelle espresse da Kerry King, Larry LaLonde e Kirk Hammett, che rivoluzionarono il suo modo di concepire e comporre il genere metal.
Secondo quanto detto dalla madre in un'intervista, comunque Charles era solito ascoltare ogni tipo di musica. È noto che egli apprezzò e prese spunti, oltre che dalle più svariate forme di metal, anche dal genere jazz e dalla musica classica. La madre del chitarrista ricordò ancora che gli unici generi che Schuldiner non ascoltò mai furono il country e il rap.
Tra i suoi artisti preferiti, Schuldiner citò più volte anche Yngwie Malmsteen, Bill Steer dei Carcass e Dave Mustaine. Tra i dischi che lo hanno maggiormente influenzato o colpito, il chitarrista ha sempre inserito The Number of the Beast e Piece of Mind degli Iron Maiden, Heavy Metal Maniac degli Exciter, Alive! dei Kiss e Melissa dei Mercyful Fate.

### Idee e pensiero
(Chuck Schuldiner)
(Chuck Schuldiner)
Schuldiner si schierò spesso apertamente riguardo ad alcuni problemi sociali che lo avevano in qualche modo toccato. Ad esempio Charles fu sempre apertamente contrario alla droga. Questo fatto è dimostrato da alcuni suoi brani come Living Monstrosity, in cui narra delle difficoltà di adattamento di un ragazzino maniaco nato da madre tossicodipendente, e da alcune interviste e dichiarazioni rilasciate dall'artista.
Riguardo alla paternità data al musicista e alla sua band Death del genere death metal, etichetta non sempre da lui apprezzata, Schuldiner rimase comunque sempre modesto riguardo alla sua parte nella storia del genere, dicendo:
(Chuck Schuldiner)
Talvolta egli dovette anche parlare difendendosi da critiche o spiegando alcune incomprensioni nate con i critici o i giornalisti. Spesso, a causa di alcuni suoi testi, fu accusato di satanismo. In un'intervista fu chiesto a Schuldiner se realmente avesse incluso elementi satanici nella sua musica e se avesse aderito a questa forma di culto. Egli rispose:
(Chuck Schuldiner)
Inoltre essendo egli stesso il creatore del logo originale dei Death, nonostante le varie rivendicazioni tra cui quella di Rick Rozz, decise di modificarlo cambiando la 't' rovesciata, che riproponeva in questa forma la croce invertita simbolo del satanismo, con una celtica per evitare che i critici e di conseguenza i fan collegassero la band con idee legate al "male".

### Abilità musicale
Schuldiner presentò un suono death metal caratterizzato da parti di chitarra molto tecniche. Infatti possedeva un ottimo stile ed era capace di produrre suoni molto potenti a cui affiancava assoli piacevoli e più melodici. Chuck sapeva proporre una grande varietà di suoni, derivati in gran parte dai suoi studi musicali giovanili che erano stati influenzati da moltissimi generi musicali. La sua tecnica si basava su un frequente utilizzo di veloci e accurate parti in alternate picking e nell'uso di particolari tratti in stile legato. Schuldiner utilizzava anche tecniche come lo sweep picking o lo string skipping e talvolta si esibiva in tapping (come evidenziato dalla parte introduttiva della traccia The Philosopher). Il tipo di scala prediletto da Schuldiner fu la scala minore armonica, suonata in modo frigio di dominante, capace di creare una sonorità molto particolare, soprattutto per il death metal. La maggior parte degli assoli da lui prodotti, sono realizzati appunto, seguendo la precitata scala, anche se verso la fine della sua carriera iniziò ad usare scale più conosciute come la scala minore naturale (o modo eolio della scala maggiore) che dava un sound molto melodico ai pezzi, come si può sentire nella traccia Story to Tell.
Contrariamente a quanto molti sostengono, Schuldiner non fu mai molto istruito in quanto a teoria musicale. Egli sosteneva che il "suonare ad orecchio" fosse il modo migliore e il più adatto per esprimere le proprie sensazioni in musica, e compose per tutta la sua carriera le sue scale, rimaste un perfetto testamento del suo eccellente senso musicale, secondo questo metodo. Schuldiner si preoccupò subito di teorizzare la sua tecnica compositiva, proponendola a gran parte dei suoi musicisti, come James Murphy, Paul Masvidal, Andy LaRocque, Bobby Koelbe e Shannon Hamm.
Il suo stile è stato riproposto da tanti chitarristi e da molte successive band death metal, che ne hanno colto le basi per creare la loro identità. Schuldiner è stato infatti il chitarrista che più ha influenzato il genere death assieme a Larry LaLonde dei Possessed e Trey Azagthoth dei Morbid Angel e, anche nelle parti vocali, Chuck diede un contributo fondamentale alla nascita del death metal; le sue parti cantate in growl presentavano già tutte quelle caratteristiche che sono tipiche dei cantanti di questo genere, ovvero una voce estremamente rauca e bassa di tono capace di elevarsi a vette vocali più alte ma pur sempre urlate e lontane da quelle più melodiche proposte dagli altri generi metal.

### Strumentazione
La chitarra più utilizzata, nel corso della sua carriera, da Chuck Schuldiner fu una B.C. Rich modello Stealth di colore nero a sei corde, strumento molto raro e acquistabile solo nei negozi ufficiali della marca. Precedentemente a questa, utilizzò nei primi anni di carriera altri modelli sei corde della B.C. Rich Guitar, come un Mockingbird verde e un modello Ignitor, entrambi completati da un distorsore Boss DS-1.
Gran parte dei suoni prodotti da Schuldiner furono realizzati con un pickup DiMarzio X2N, elemento posizionato al ponte dello strumento. Durante l'(In) Human Tour of the World, svoltosi nel 1991-92, utilizzò una chitarra realizzata per lui su misura da una piccola industria del Wisconsin, la Axxtra, che creò un modello esclusivo fatto seguendo le precise indicazioni del chitarrista riguardo a design e componenti. Al di fuori del tour, Schuldiner continuò ad utilizzare chitarre BC Rich, come dimostrato dal video Lack of Comprehension ripreso durante un concerto ad Orlando nel settembre 1991.
Schuldiner utilizzò plettri del tipo Dunlop Tortex da 0.88mm e corde Ghs Boomers con scalatura 0.10-0.46.
Fin dagli esordi adoperò anche amplificatori Marshall Amplification Valvestate di prima serie, semivalvolari e modello 8100 con potenza di 100 watt.
Ad essi venivano aggiunte due casse 4x12, sempre di marca Marshall Valvestate, una svasata e l'altra no. Poco prima di ammalarsi, sostituì questi strumenti con un equipaggiamento Randall Amplifiers. Inoltre, durante l'(In) Human Tour of the World, benché possedesse casse 4x12, utilizzò un piccolo GK 250ML microfonato poiché questo si addiceva meglio all'equipaggiamento di quel tour.
Schuldiner utilizzò anche effetti di chorus, delay e riverbero, mentre in alcuni brani sono ascoltabili un flanger simulato in studio e alcune parti suonate con un octaver, pezzi prodotti mentre Chuck registrava le tracce su ottave differenti.

## Discografia

### Con i Death
Album in studio
- 1987 – Scream Bloody Gore
- 1988 – Leprosy
- 1990 – Spiritual Healing
- 1991 – Human
- 1993 – Individual Thought Patterns
- 1995 – Symbolic
- 1998 – The Sound of Perseverance

Album dal vivo
- 2001 – Live in L.A. (Death & Raw)
- 2001 – Live in Eindhoven
- 2012 – Vivus! (postumo)

Raccolte
- 1992 – Fate: The Best of Death

### Con i Voodoocult
Album in studio
- 1994 – Jesus Killing Machine

### Con i Control Denied
Album in studio
- 1999 – The Fragile Art of Existence

### Solista
Raccolte
- 2004 – Zero Tolerance (postuma)
- 2004 – Zero Tolerance II (postuma)